# 东山街道 (双鸭山市)
东山街道，是中华人民共和国黑龙江省双鸭山市岭东区下辖的一个乡镇级行政单位。

## 行政区划
东山街道下辖以下地区：
东山社区和北翼社区。